# مورتیمر میشکین
مورتیمر میشکین (انگلیسی: Mortimer Mishkin؛ (زادهٔ ۱۳ دسامبر ۱۹۲۶ – درگذشتهٔ ۲ اکتبر ۲۰۲۱) عصب‌پژوه اهل ایالات متحده آمریکا بود.
وی همچنین برندهٔ جوایزی همچون نشان ملی علوم شده بود.